# Équipe de Saint-Pierre-et-Miquelon de football
Maillots
L'équipe de Saint-Pierre-et-Miquelon de football est l'équipe officielle de la Ligue de football de Saint-Pierre-et-Miquelon.
Elle n'est membre ni de la FIFA ni de la CONCACAF et n'a donc pas la possibilité de participer à la Coupe du monde ou à la Gold Cup, même si elle a pris part à deux éditions de la Coupe de l'Outre-Mer, compétition disparue en 2012.

## Historique
Le premier match de l'histoire de cette sélection a eu lieu le 3 février 1958 contre une équipe de marins français. Le 21 juin 1997, l'équipe de Saint-Pierre-et-Miquelon rencontre une sélection d'anciens joueurs professionnels français emmenée par Michel Platini et perd 4-5 devant une assistance record de 1 400 spectateurs (un quart de la population des îles). Jusqu'à 2010, la sélection de Saint-Pierre-et-Miquelon participa uniquement et activement aux Jeux d'été de Terre-Neuve, les "Newfoundland and Labrador Summer Games", auxquels elle prend part depuis 2000, avec les régions de Terre-Neuve. Enfin, la sélection a été invitée aux Jeux de l'Acadie, en 1997 et 2003.
En 2008, la Fédération française de football (FFF) et la Ligue du Football Amateur (LFA) créent la Coupe de l'Outre-Mer qui oppose les sélections des meilleurs joueurs de toutes les ligues de l'Outre-Mer. La sélection de Saint-Pierre-et-Miquelon peut donc participer à cette compétition mais ne parvient pas à mobiliser à temps une équipe pour la première édition de 2008. Néanmoins, Louis Quédinet, alors président de la LFSPM, déplora ce qu'il qualifia d'"ostracisme fédéral" français. Il ne s’expliquait pas l'absence de sa sélection parmi les participants, autrement que par le fait qu'elle n'était pas "considérée comme étant de bon niveau".
En septembre 2010, la sélection de Saint-Pierre-et-Miquelon put participer à la seconde Coupe de l'Outre-Mer, avec des résultats décevants: enregistrant trois défaites en phase de poule, les Îliens encaissèrent 28 buts sans en marquer un seul.

## Parcours enCoupe de l'Outre-Mer
- 2008 : non inscrit
- 2010 : 8e
- 2012 : 8e